# Michael Syřan
Michael Syřan (také Michael Veliký nebo Michael Syrus nebo Michael starší, aby se odlišil od svého synovce; zemřel 1199) byl patriarcha syrské pravoslavné církve v letech 1166 až 1199. Dnes je znám především jako autor rozsáhlé tzv. Světové kroniky, kterou napsal v syrském jazyce a která je mimořádně významným historickým pramenem. Dochovala se od něho i některá další díla a fragmenty.

## Život
Život Michaela Syřana zaznamenal Bar Hebraeus. Michael se narodil kolem roku 1126 v Meliténé (dnes Malatya) jako syn kněze Eliáše z rodiny Qindasi. Jeho strýc, mnich Athanasius, se roku 1136 stal biskupem v Anazarbu v Kilikii.
V té době patřil Michelův domov pod království turkomanské danišmendské dynastie, a když byla tato říše v roce 1142 rozdělena na dvě části, stala se Meliténé hlavním městem jednoho z knížectví. V roce 1178 se stala součástí Rúmského sultanátu. Nedaleko města byl jakobitský klášter Mar Bar Sauma, který byl od 11. století patriarchálním sídlem.
Jako dítě byl dán Michael do služeb kláštera a před třicítkou se stal archimandritou. Řídil různá vylepšení infrastruktury kláštera, která zahrnovala zabezpečení zásobování vodou a posílení obrany proti lupičům. 18. října 1166 byl zvolen patriarchou jakobitské církve (celý titul pravoslavný patriarcha antiochijský) a za přítomnosti dvaceti osmi biskupů vysvěcen.
V roce 1168 podnikl pouť do Jeruzaléma, a poté zůstal rok v Antiochii. Obě města byla v té době součástí latinských křižáckých států a Michael navázal vynikající vztahy s křižáky, zejména s Amaurym de Nesle, latinským patriarchou Jeruzaléma. Po návratu do kláštera Mar Bar Sauma v létě 1169 uspořádal synodu a pokusil se reformovat církev, tehdy poskvrněnou svatokupectvím.
Byzantský císař Manuel I. Komnenos se k němu obrátil, aby vyjednal sjednocení církví. Michael ale Řekům nevěřil. Odmítl jet do Konstantinopole, když ho císař pozval, a dvakrát dokonce odmítl (v letech 1170 a 1172) se setkat s císařským vyslancem Theorianem a  namísto toho vyslal své zástupce. Ve třech po sobě jdoucích dopisech císaři odpověděl jednoduchým prohlášením o miafyzitském vyznání jakobitů.
Kolem roku 1174 musel Michael čelit rebelii skupiny biskupů. Sám byl na jejich popud biskupů dvakrát zatčen, jak píše jednou služebníky prefekta Mardinu a podruhé služebníky emíra Mosulu. Také mniši z Bar Sauma se proti němu v letech 1171 a 1176 bouřili.
Mezi lety 1178 a 1180 znovu pobýval v křižáckých státech, v Antiochii a Jeruzalémě. Byl pozván papežem Alexandrem III., aby se zúčastnil třetího lateránského koncilu, ale odmítl. Zaslal však dopis a na základě informací, které měl, napsal dlouhé pojednání o albigenských.
V roce 1180 se jeho bývalý žák Theodor bar Wahbún nechal nespokojenými biskupy zvolit patriarchou v Amidě pod jménem Jan, čímž začalo schizma, které trvalo třináct let. Michael podnikl rozhodnou akci, unesl antipatriarchu, uvěznil ho v Bar Sauma a formálně ho sesadil. Někteří mniši však Wahbúnovi umožnili útěk, a on uprchl do Damašku a marně se snažil dovolat Saladina. Poté odešel do Jeruzaléma a po pádu města v roce 1187 odešel do Rumkale s arménským katolíkem Řehořem IV., který mu umožnil získat oficiální uznání od prince Lva II. Theodor měl mnoho příznivců a schizma skončilo až do smrti Theodora v létě 1193. Podle Bar Hebraea Theodor psal a mluvil syrsky, řecky, arménsky a arabsky a sepsal prohlášení o svém případu proti Michaelovi v arabštině.
V roce 1182 přijal Michael v Melitene sultána Kilije Arslana II. a vedl s ním srdečné rozhovory. Zapojil se i do egyptského sporu o svátost smíření a podporoval papeže Marka III. Alexandrijského v exkomunikaci Marka Ibn Kunbara.
Michael zemřel v klášteře Bar Sauma dne 7. listopadu 1199 ve věku sedmdesáti dvou let poté, co byl patriarchou 33 let. Jeho synovec Michael mladší se stal antipatriarchou v Melitene od roku 1199 do roku 1215, v opozici vůči Atanášovi IX. a pak Janu XIV.

## Dílo
Michael byl plodný autor. Napsal díla o liturgii, o nauce syrské pravoslavné církve a o kanonickém právu. Dochovala se také četná kázání, většinou nepublikovaná. Nejznámější je však Světová kronika, nejdelší a nejbohatší dochovaná kronika v syrském jazyce.

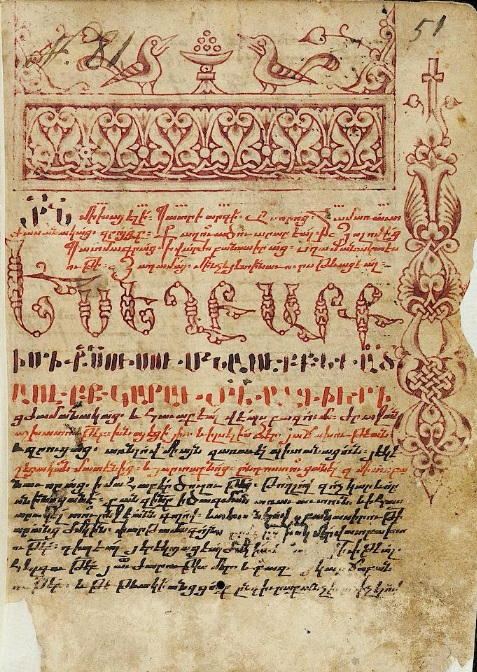
Arménský rukopis překladu Světové kroniky z roku 1432

Tato kronika popisuje dobu od stvoření až po Michaelovu vlastní epochu. Využívá starší církevní dějiny, některé z nich nyní ztracené; například jeho zpráva o období pozdní antiky se opírá hlavně o Dionýsia z Tel Mahre. Zahrnuje i verzi Testimonium flavianum.
Kronika se dochovala v jediném rukopise napsaném roku 1598, dnes uchovávaném v Aleppu. Ten je kopií staršího rukopisu, opsaného z Michaelova vlastního autografu. Poprvé ji vydal ve čtyřech svazcích (1899–1910) včetně francouzského překladu francouzský učenec Jean-Baptiste Chabot na základě opisu z roku 1888. Dnes je originál dostupný i digitálně na vHMML Reading Room.
Kronika obsahuje cenné historické údaje o křesťanských komunitách na Blízkém východě a jejich vztazích s ostatními skupinami v regionu. Obsahuje také údaje o místní kultuře, jazycích a různých národech.
Existuje také zkrácený arménský překlad kroniky, jehož francouzský překlad vydal Victor Langlois v roce 1868. Ten jediný obsahuje původní předmluvu díla. Existuje také další ještě kratší arménská verze.